# Bayview, Contra Costa County, Kalifornien
Bayview är en ort i Contra Costa County i delstaten Kalifornien, USA.